# Wiekuistka
Wiekuistka, złociszek, susz (Ammobium R. Br.) – rodzaj roślin z rodziny astrowatych (Asteraceae). Obejmuje trzy gatunki). Rośliny te występują we wschodniej i południowo-wschodniej Australii. 
Wiekuistka rozgałęziona jest gatunkiem uprawianym ze względu na długotrwałe kwitnienie. Kwiatostany wykorzystuje się także na suche wieńce i w bukietach zimowych.

## Systematyka
Pozycja według APweb (aktualizowany system APG IV z 2016)
Jeden z rodzajów plemienia Gnaphalieae z podrodziny Asteroideae w obrębie rodziny astrowatych (Asteraceae) z rzędu astrowców (Asterales) należącego do dwuliściennych właściwych.
Wykaz gatunków
- Ammobium alatum R.Br. – wiekuistka rozgałęziona, złociszek oskrzydlony[4]
- Ammobium calyceroides (Cass.) Anderb.
- Ammobium craspedioides Benth.